# Topola wielkolistna
Topola wielkolistna (Populus lasiocarpa Olivier) – gatunek drzewa z rodziny wierzbowatych (Salicaceae). Występuje naturalnie w środkowych i zachodnich Chinach. Znaleziona po raz pierwszy w 1888 roku w centralnych Chinach przez Augustine'a Henry'ego. Rosła tam w prowincji Hupei i Syczuan, na wysokości 1300 - 2300 m n.p.m. Do uprawy została wprowadzona przez E. H. Wilsona, który nadesłał jej pędy do szkółek Veitcha w Anglii.

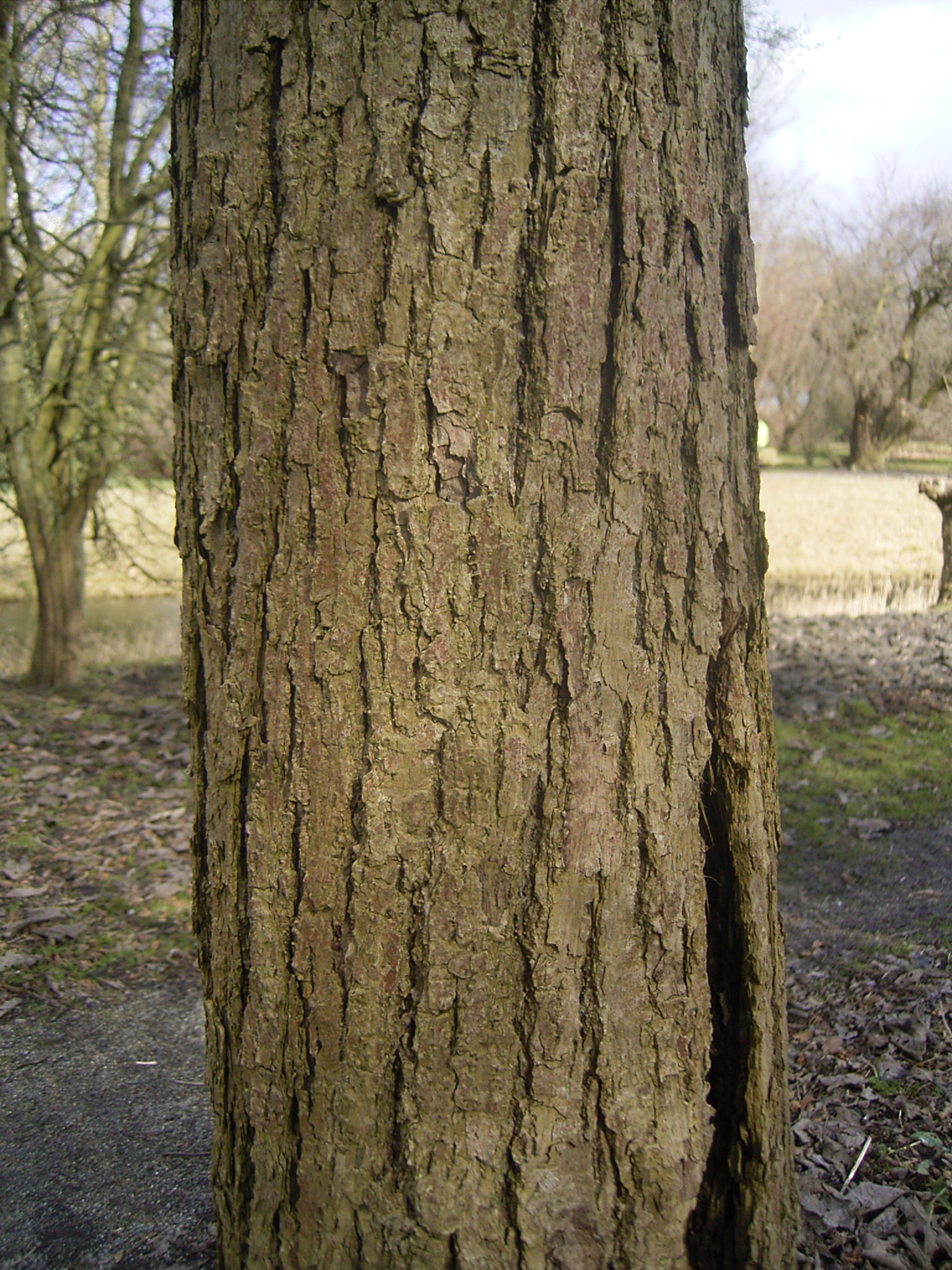
Pień

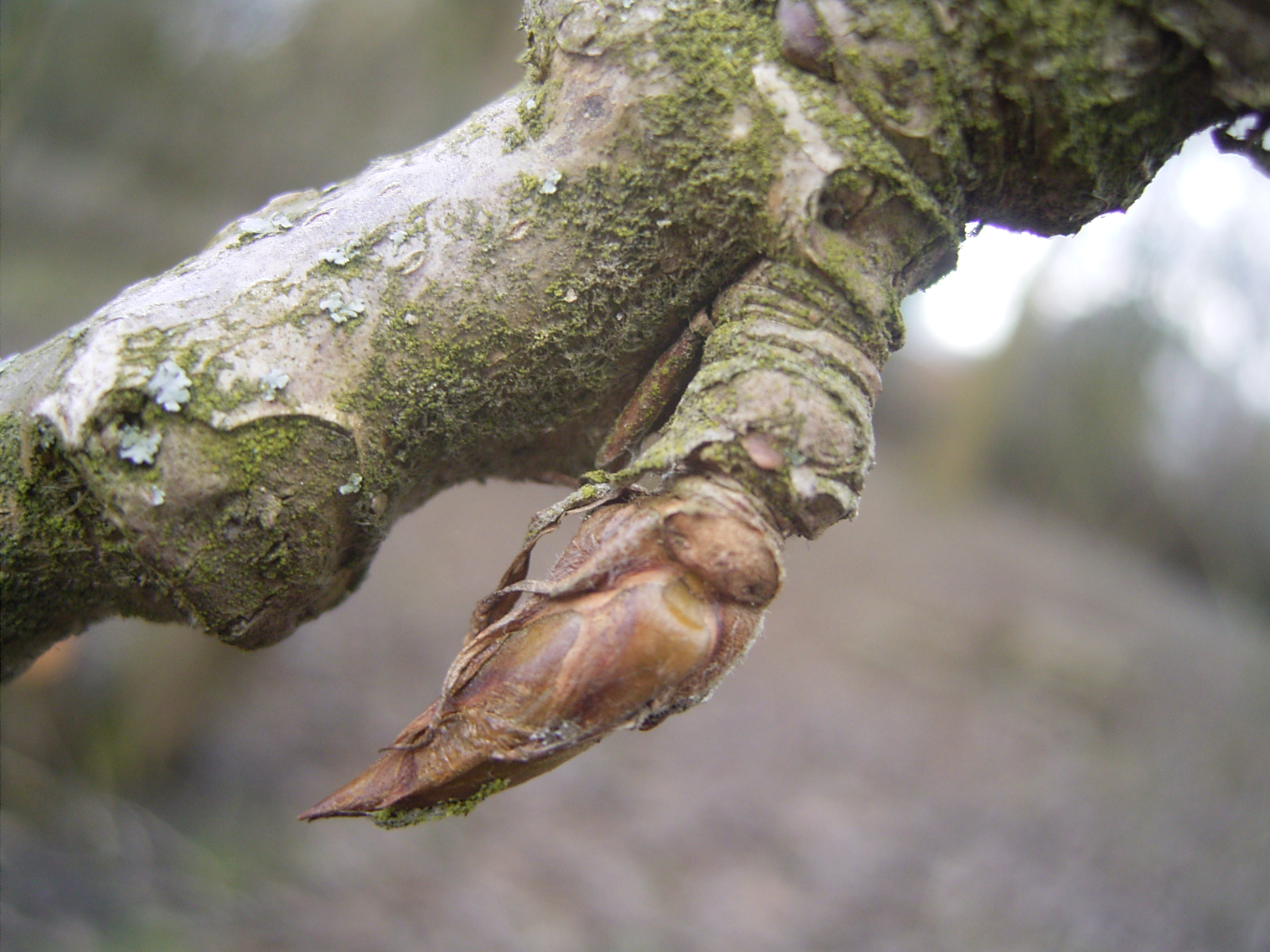
Pąki liście

## Morfologia
PokrójPosiada prosty pień, z którego odchodzi kilka poziomów konarów. Dorasta do 25 m.
KoraKora ma szarą barwę, która się łuszczy pasmami. Jest chropowata.
PędyPędy są grube. Przez pierwsze lata są płowo aksamitne.
LiścieLiście są duże. Mają długość 35 cm. Mają sercowaty kształt. Od spodu są wełniste. Często mają różowo bądź czerwono owłosione nerwy na ogonkach. Młode listki są jaskrawopomarańczowe.
KwiatyTworzy kotki zarówno z kwiatów męskich jak i żeńskich (jest to cecha wyróżniające ten gatunek topoli). Mają do 20 cm długości. Jest samopylny.

## Zmienność
Wyróżnia się odmianę:
- var. thibetica – mniejsze drzewo. Młode gałązki owłosione, lecz szybko stają się nagie. Młode listki są owłosione od spodu, lecz po krótkim czasie owłosienie pozostaje tylko pod nerwami. Posiada długi i czerwony ogonek.